# Johannes Ernst Grabe

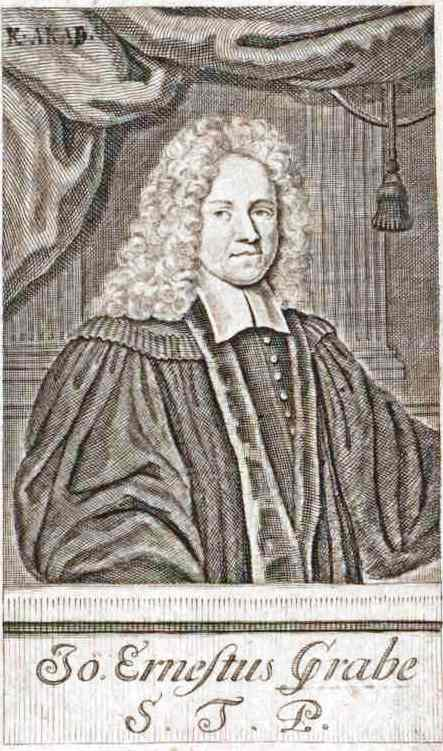
Johannes Ernst Grabe

Johannes Ernst Grabe (* 10. Juli 1666 in Königsberg; † 3. November 1711 in Oxford) war ein deutscher lutherischer, ab 1697 anglikanischer, Theologe.

## Leben
Johannes Ernst Grabe wurde als Sohn des lutherischen Theologieprofessors Sylvester Grabe und dessen Frau Sophie Behm, Tochter des Theologieprofessors Michael Behm, am 10. Juli 1666 in Königsberg geboren. Sein Bruder war der Bibliothekar Sylvester Grabe. Zunächst wurde er von seinen Eltern in Königsberg ausgebildet. Die Familie siedelte nach Pommern, als der Vater dorthin versetzt wurde. Seit dieser Zeit beherrschte Grabe bereits die lateinische Sprache auf muttersprachlichem Niveau. Außerdem bildete ihn der Bruder seiner Mutter, Michael Behm, in Pommern aus. Dieser begleitete Grabe 1682 an die Universität Königsberg. Dort studierte er drei Jahre lang Philosophie sowie Geschichte und wurde bereits 1685 zum Magister ernannt. Den frühen Studienabschluss ermöglichten seine Wissbegier und seine gründlichen Kenntnisse. Mit der Magisterpromotion verbunden wurde er nun an der Universität Dozent für Geschichte und Rhetorik. Später bildete er sich auch in der Theologie und der Exegese, sodass er auch theologische Vorlesungen hielt.
1686 starb der Vater, sodass Grabe 1686/1687 eine Studienreise durch Deutschland unternahm und mehrere Universitäten besuchte, wie es die damalige Sitte unter den Gelehrten vorschrieb. Bei seiner Rückkehr durfte er auch kirchengeschichtliche Vorlesungen halten. Dabei war er so beliebt, dass man ihm riet, sich für eine außerordentliche Theologieprofessur zu bewerben, was er jedoch ablehnte, weil er bereits zu dieser Zeit an der lutherischen Konfession zweifelte. Wegen des Königsberger Synkretismus und der Schriften des Jesuiten Robert Bellarmin zweifelte Grabe immer mehr an der Wahrheit der lutherischen Kirche. Verantwortlich für die synkretistischen Streite in Königsberg waren die ökumenischen Bestrebungen Georg Calixts. Die Gemüter schieden sich zwischen Orthodoxie und Rationalismus, sodass einige zum Pietismus wechselten, diejenigen aber, denen auch der Pietismus nicht befriedigend war, konvertierten zum katholischen Glauben. Grabe wurde indes verfolgt, weil man ihn verdächtigte, die katholischen Anschauungen anzunehmen.
Konkret bemängelte Grabe an der lutherischen Konfession zunächst nicht die Lehre, sondern den Kult; er kritisierte, dass es kein gültiges Priestertum mit apostolischer Weihe und bei dem Abendmahl keine Opfergabe gab. Als 1694 der Theologieprofessor Johann Philipp Pfeiffer (1645–1695) mit Freunden und Schülern konvertierte, war der Synkretismus in Königsberg auf seinem Höhepunkt angelangt. Anlässlich dieses Ereignisses verfasste Grabe eine an das Konsistorium gerichtete Schrift namens Dubia, wie es vom Kurfürsten angeordnete Untersuchungen erzwangen. Darin warf er Martin Luther fünffache Häresie vor und er sprach davon, dieser sei vom richtigen Glauben abgekommen. Folglich wurde Grabe in Pillau kurzzeitig inhaftiert und verbrachte danach Hausarrest in Königsberg. Im Mai 1695 trat er schließlich vom lutherischen Glauben aus. Im Fall Grabe hatte der Kurfürst drei Gutachter eingesetzt, die auf Grabes Dubia antworten sollte, einer von ihnen war der Pietist Philipp Jacob Spener. Die weiteren zwei Gutachter waren die evangelischen Theologen Johann Wilhelm Baier und Bernhard von Sanden. Nur auf des letztgenannten Schrift antwortete Grabe in Abgenöthigte Ehrenrettung wider Sanden 1696. Nach dem Verfassen der Schrift reiste Grabe nach Wien, wo er konvertieren wollte. Spener allerdings riet Grabe davon in seiner Schrift an ihn ab. Dabei argumentierte er mit einer protestantischen Deutung der Bibelstelle Offenbarung des Johannes, 12,3 und empfahl ihm zugleich, zur anglikanischen Kirche überzutreten. Außerdem erhielt Grabe Rufe an preußische Universitäten, die er ablehnte.

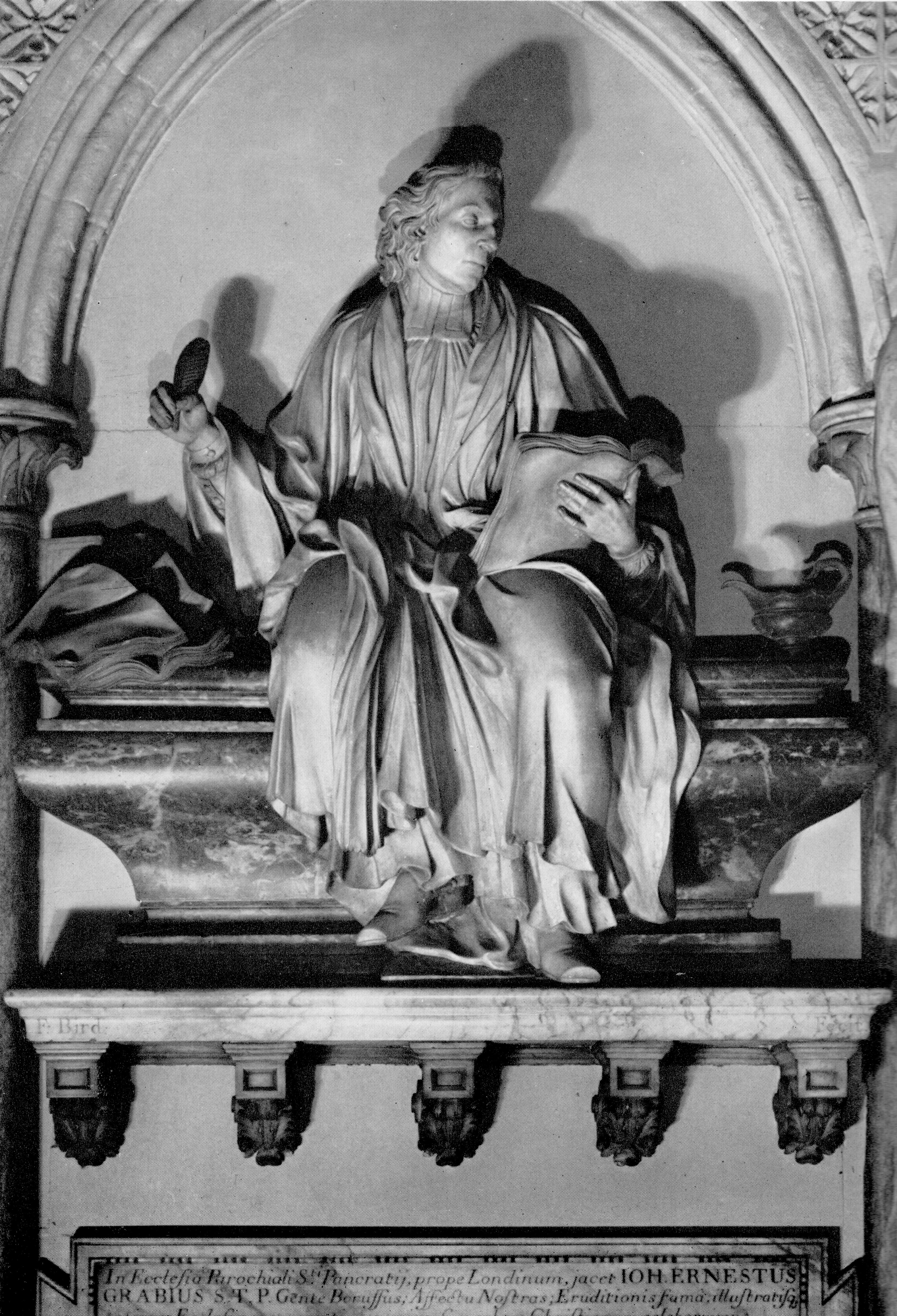
Denkmal für Grabe in der Westminster Abbey von Francis Bird (1667–1731)

Im Jahr 1697 schließlich wanderte Grabe nach England aus, nachdem er in Berlin mit Spener darüber diskutiert hatte, und trat der anglikanischen Kirche bei. Dort wurde er zum Priester geweiht und erhielt von Königin Anne neben einer königlichen Pension weitere Geschenke. Grabe trat in England aber nie als Priester in Erscheinung, da er sich mit der anglikanischen Abendmahlslehre nicht anfreunden konnte. Die nächsten 14 Jahre verbrachte er als Privatgelehrter in Oxford und beschäftigte sich besonders mit Patristik und der Septuaginta. Dabei verfasste er bedeutende Schriften, seine bedeutendste ist eine Neuherausgabe der Septuaginta auf Grundlage des Codex Alexandrinus. Das Werk bestand aus vier Teilen, wobei der zweite und der dritte erst nach des Verfassers Tod publiziert wurden. In dem Werk war Grabe sehr sorgfältig vorgegangen und wies die drei Rezensionen der Septuaginta in den Handschriften nach, die ihm zur Verfügung standen. Somit schuf er die Grundlagen für die Septuagintaforschung, auf die später unter anderem Paul de Lagarde zurückgriff. Insgesamt brachte er im Text etwa 2000 sorgfältig gekennzeichnete Korrekturen ein. Weltweit erhielt Grabe für sein Werk Geschenke, so auch ein Geldgeschenk von Friedrich I. Trotz alledem vergaß er seine Heimat nicht und suchte in Preußen für die anglikanische Kirche zu werben.
Indes erhielt Grabe für seine Verdienste von der Universität Oxford die theologische Ehrendoktorwürde im Jahr 1706. Schlussendlich wurde er auch mit dem anglikanischen Glauben nicht zufrieden, was wohl ein Grund für sein Heimweh in späten Jahren war. Insgesamt war er fromm und bescheiden und wurde von dem Volk der Selige genannt. Er hatte eine schwache Gesundheit, die seinem Leben am 13. November 1711 in Oxford 45-jährig ein Ende setzte. Begraben liegt er in St. Pancras in London. 1726 wurde in der Westminster Abbey ihm zu Ehren ein Denkmal aus Alabaster errichtet. Er wird in Doktorhabit dargestellt, wie er sich mit dem rechten Arm auf einen Sarg stützt und in der Linken ein Buch hält.

## Werke
- Animadversiones historicae in controversias Bellarmini. 1692.
- Abgenötigte Ehrenrettung (1696)
- Specilegium patrum et haereticorum saeculi I-III p. Chr. (erster Band 1698; zweiter Band 1700)
- Liturgia graeca ad normam veterum liturgiarum composita. In: Christophorus Matthaeus Pfaffius (ed.): Fragmenta anecdota, quae latina versione notisque donavit.  Schewelerius, Den Haag 1715, p. 497–528.
- Justins Apologie. 1700.
- Irenäus, Contra haereses libri V (1702)
- Septuaginta I (1707; Teil II herausgegeben von Francis Lee 1719; Teil III herausgegeben von G. Wigan 1720; Teil IV 1729)